# Przevalski-fogoly
A Przevalski-fogoly (Alectoris magna) a madarak osztályának tyúkalakúak (Galliformes) rendjébe és a fácánfélék (Phasianidae) családjába tartozó faj.

## Előfordulása
Kína területén honos.

## Külső hivatkozás
- Képek az interneten a fajról